# Alberto Romulo

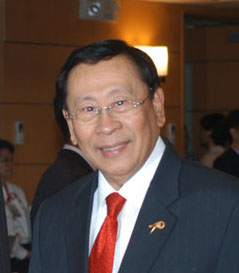
Alberto Romulo im August 2007

Alberto Gatmaitan Romulo (* 7. August 1933 in Camiling, Provinz Tarlac) ist ein philippinischer Politiker und war zwischen 2004 und 2011 Außenminister.

## Biografie
Romulo ist ein Neffe des langjährigen Außenministers Carlos P. Rómulo und Cousin des Außenministers zwischen 1992 und 1995, Roberto Romulo.
1987 wurde er Mitglied des Senats und gehörte diesem bis 1998 an. Dabei war er 1992 bis 1996 als Majority Leader Führer der Mehrheitsfraktion im Senat.
Unmittelbar nach dem Amtseid von Präsidentin Gloria Macapagal Arroyo wurde er am 20. Januar 2001 von dieser zum Finanzminister ernannt. Nach nur viermonatiger Amtszeit wurde er jedoch bereits am 16. Mai 2001 von José Isidro Camacho in diesem Amt abgelöst.
Am 18. August 2004 wurde er schließlich als Nachfolger von Delia Domingo-Albert zum neuen Außenminister ernannt und übte dieses Amt bis Februar 2011 aus. Er ist Mitglied des Direktoriums der Academia Filipina de la Lengua Española, der wichtigsten Akademie zur Erhaltung der spanischen Sprache auf den Philippinen.